# Internationella kommittén för den fjärde internationalen
Internationella kommittéen för den fjärde internationalen (engelska International Committee of the Fourth International förkortas ICFI) trotskistisk international bestående av 6 partier i USA, Kanada, Storbritannien, Australien, Tyskland och Sri Lanka (alla partier heter Socialist Equality Party, dvs socialistiska jämlikhetspartiet, utom det i Tyskland som heter Partei für Soziale Gleichheit vilket betyder samma sak).
Internationella kommittéen för den fjärde internationalen driver en internetbaserad nyhetstjänst under namnet World Socialist Web Site som publicerar nyheter på 12 språk.